# Jaroszowiec (Natura 2000)
Jaroszowiec – projektowany specjalny obszar ochrony siedlisk, aktualnie obszar mający znaczenie dla Wspólnoty położony w północno-zachodniej części Wyżyny Olkuskiej, o powierzchni 584,81 ha. W skład obszaru wchodzą odizolowane wzniesienia: Januszkowa Góra, Stołowa Góra, oraz fragment lasu Pazurek ze skałami Zubowe Skały, Cisowa Skała, Jastrząbka, Grzęda Olkuska, Pazurek Pierwszy, Mała Skałka, Pazurek Drugi, Igły Olkuskie.
Na terenie obszaru „Jaroszowiec” znajdują się rezerwat przyrody Pazurek oraz rezerwat przyrody Góra Stołowa im. Ryszarda Malika.
W obszarze podlegają ochronie następujące typy siedlisk z załącznika I dyrektywy siedliskowej:
- żyzna buczyna sudecka (Dentario enneaphylli-Fagetum) – ok. 40% obszaru
- kwaśna buczyna niżowa (Luzulo pilosae-Fagetum)
- buczyna storczykowa (Cephalanthero-Fagenion)
- grąd (Tilio-Carpinetum)
- wapienne ściany skalne ze zbiorowiskami z rzędu Potentilletalia caulescentis
- jaskinie nieudostępnione do zwiedzania[4].

Dodatkowo, występują tu dwa gatunki z załącznika II: nocek duży (Myotis myotis) i obuwik pospolity (Cypripedium calceolus).
Liczne są także gatunki roślin objętych ochroną gatunkową:
- orlik pospolity (Aquilegia vulgaris)
- kopytnik pospolity (Asarum europaeum)
- dziewięćsił bezłodygowy (Carlina acaulis)
- buławnik wielkokwiatowy (Cephalanthera damasonium)
- buławnik mieczolistny (Cephalanthera longifolia)
- buławnik czerwony (Cephalanthera rubra)
- pomocnik baldaszkowy (Chimaphila umbellata)
- pluskwica europejska (Cimicifuga europaea)
- konwalia majowa (Convallaria majalis)
- żłobik koralowy (Corallorhiza trifida)
- wawrzynek wilczełyko (Daphne mezereum)
- naparstnica zwyczajna (Digitalis grandiflora)
- kruszczyk rdzawoczerwony (Epipactis atrorubens)
- kruszczyk szerokolistny (Epipactis helleborine)
- kruszyna pospolita (Frangula alnus)
- śnieżyczka przebiśnieg (Galanthus nivalis)
- przytulia wonna (Galium odoratum)
- goryczuszka orzęsiona (Gentianella ciliata)
- bluszcz pospolity (Hedera helix)
- lilia złotogłów (Lilium martagon)
- widłak goździsty (Lycopodium clavatum)
- wyblin jednolistny (Malaxis monophyllos)
- gnieźnik leśny (Neottia nidus-avis)
- języcznik zwyczajny (Phyllitis scolopendrium)
- podkolan biały (Platanthera bifolia)
- paprotka zwyczajna (Polypodium vulgare)
- pierwiosnek lekarski (Primula veris)
- kalina koralowa (Viburnum opulus)[4].